# Кафка, Густав
Густав Кафка (нем. Gustav Kafka; 23 июля 1883 года — 12 февраля 1953 года) — австрийский психолог и философ, католический деятель.

## Биография
Густав Кафка родился 23 июля 1883 года в Вене. Воспитывался у приёмных родителей в городе Брно (более раннее название — Брюнн).
Густав Кафка учился в Вене, Геттингене (у Г. Э. Мюллера и Э. Гуссерля), Лейпциге (у Т. Липпса) и Мюнхене. Работал ассистентом у Т. Липпса, у Э. Бехера. Под руководством В. Вундта готовился к докторской диссертации.
С 1910 года Густав Кафка — приват-доцент философии, а с 1915 года — профессор.
В годы военной службы (1914—1918) Кафка организовал психотехническую службу для австрийской армии. После службы преподает в Мюнхенском университете (кафедра прикладной психологии). С 1923 года Г. Кафка — профессор философии и педагогики Дрезденской высшей технической школы. С 1929 по 1933 год — член правления немецкого общества психологов. Во время войны эмигрировал. С 1947 году руководит кафедрой философии и психологии в Вюрцбургском университете, с 1950 по 1951 год — декан факультета, после чего Кафка уходит в отставку.
Густав Кафка известен также как редактор тридцати шести томов истории философии и психологии. Круг психологических исследований Кафки был весьма широк: поведение животных, психология экспрессивных реакций, общения, языка, искусства, профессионального становления, жизненных возрастов, юридическая психология, парапсихология. Также Густав Кафка дал типологию базовых аффектов. Кроме того, Кафка состоял в различных обществах: в Кантовском обществе, в немецком зоологическом обществе и в обществе экспериментальной психологии. Также возглавлял немецкое общество психологов в 1948 году.